# سنکا نولز (نیویورک)
سنکا نولز (به انگلیسی: Seneca Knolls) یک منطقهٔ مسکونی در ایالات متحده آمریکا است که در شهرستان اونانداگا، نیویورک واقع شده‌است. سنکا نولز ۳٫۲ کیلومتر مربع مساحت و ۲٬۰۱۱ نفر جمعیت دارد و ۱۲۴ متر بالاتر از سطح دریا واقع شده‌است.